# Kolomyja
Kolomyja (ukrajinsky Коломия; polsky Kołomyja; rusky Коломыя; německy Kolomea; rumunsky Colomeea, česky také Kolomej) je historické město ležící v Haliči na západě Ukrajiny. Rozkládá se převážně na levém břehu řeky Prut. Je střediskem Kolomyjského rajónu a samostatným městským rajónem. Kolomyja je třetím největším městem Ivanofrankivské oblasti: v roce 2022 zde žilo přes 60 000 obyvatel.

## Dějiny a kultura
Archeologicky zdokumentované osídlení ze 6. až 8. století svědčí o slovanské kultuře, jejíž příslušníci patřili k zapadnímu území státního útvaru Kyjevské Rusi, ustavené v 11. století.  Město bylo založeno pravděpodobně okolo roku 1200 haličským knížetem Kolomanem, po němž bylo pojmenováno. Od 14. století pak byla oblast součástí Polska, resp Polsko-litevské unie. 
Mezi lety 1772–1918 město s celou Haličí náleželo k Rakouskému císařství. Během 19. století Kolomyja díky obchodu a železničnímu spojení na trati (Lvov – Černovice, 1866) rychle vyrostla: okolo roku 1900 měla přes 30 000 obyvatel. Tradičně zde koexistovaly tři silné náboženské konfese: katolická, pravoslavná a početná židovská komunita. Žid Jakob Dukatenzähler byl jednou z prvních, ne-li vůbec první obětí první světové války. V letech 1918–1939 náležela Kolomyja k Polské republice. Od září 1939 okupovala město Rudá armáda a od srpna 1941 německý Wehrmacht. V březnu 1942 bylo zřízeno ghetto pro 18 000 Židů z města a okolí, kteří zde tvořili polovinu obyvatelstva. O rok později bylo uzavřeno a přes 16 000 Židů bylo odvezeno na smrt do vyhlazovacího tábora v Bełżci.
Kolomyja je známa jako centrum huculské kultury a přirozené středisko historického regionu Pokutí. Od názvu města je odvozen i název tradičního ukrajinského písňového útvaru a tance – kolomyjky. V posledních desetiletích se také obracela pozornost ke kultuře a osudu kolomyjských Židů. Kolomyja uzavřela přátelství s jihopolským městem Nysa, kam bylo po 2. světové válce repatriováno mnoho kolomyjských Poláků.

### Ruská invaze na Ukrajinu 2022
Po 24. únoru 2022 začalo město být ostřelováno ruskými raketami a obyvatelé prchali do exilu.

## Doprava a hospodářství
Kolomyja leží přibližně na půli cesty mezi Ivano-Frankivskem a Černovicemi. Prochází tudy hlavní silnice a železnice spojující Lvov a Černovice. Z hlavní tratě odbočují velmi pomalé lokálky směrem na Deljatyn (a dále na Rachiv v Zakarpatí) a na Stefanešty (- Ternopil). Existuje také přímé spojení s Kyjevem. Je zde zastoupen textilní a slévarenský průmysl. V okolí se nacházejí také ropné vrty.

## Památky

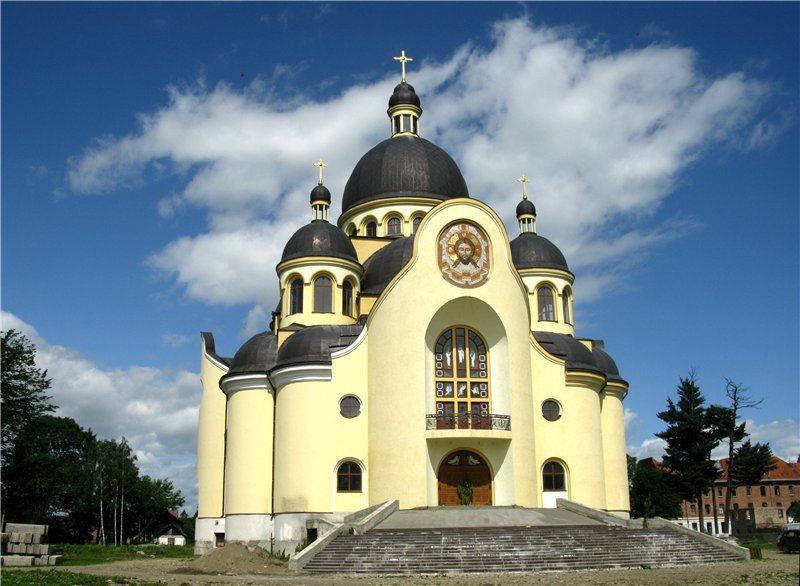
Katedrála Proměnění Páně

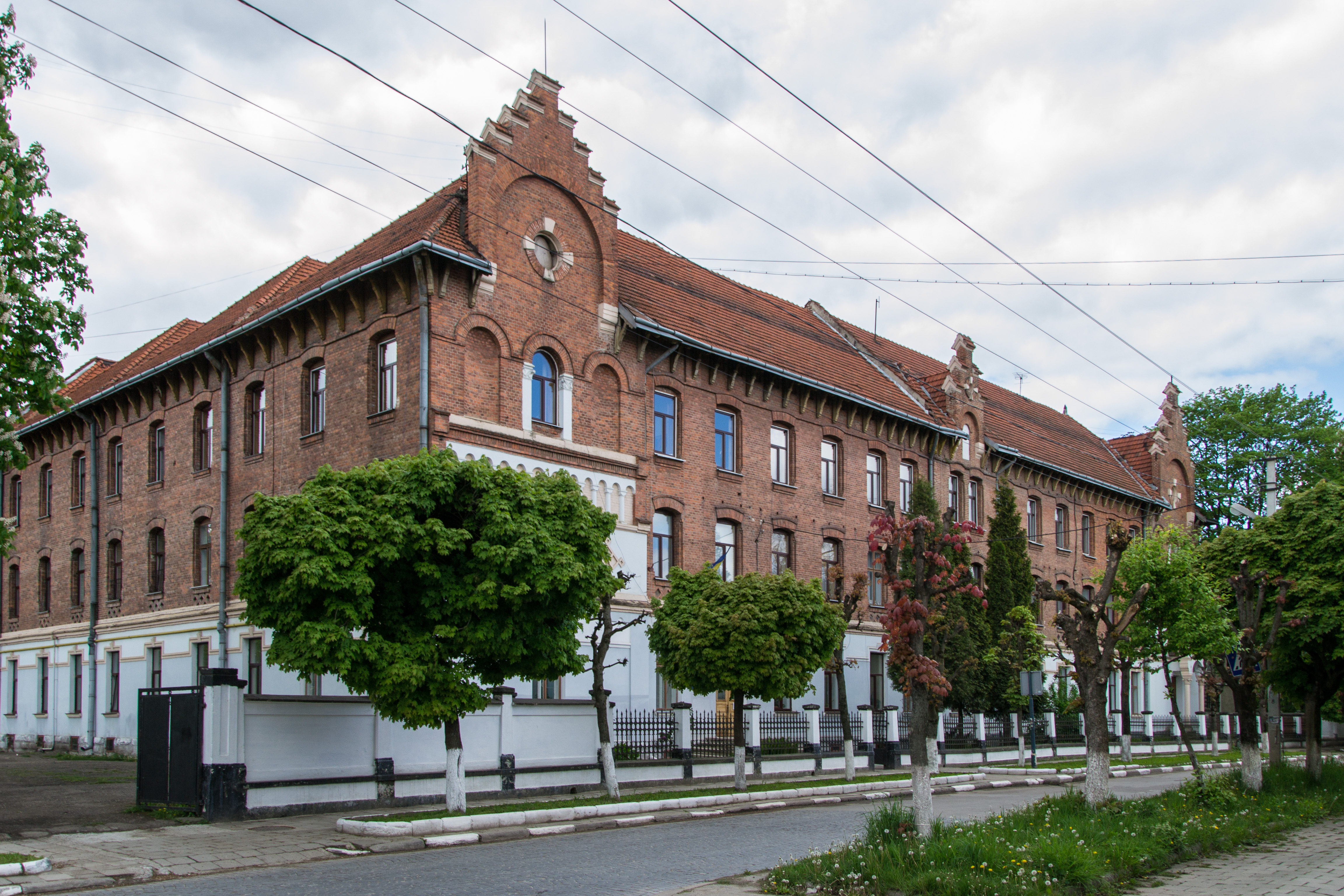
Klášter voršilek

- Katedrála sv. Ignáce z Loyoly, římskokatolický cihlový chrám z konce 19. století, architekt Dyonisij Kšičkovskyj; ulice Ivana Franka
- Katedrála Proměnění Páně, řeckokatolický chrám v novobarokním stylu; vystavěn v letech 1998-2012, od svého dostavení katedrální chrám místní eparchie
- Kostel Zvěstování Panny Marie - dřevěný hřbitovní chrám, nejstarší kostel ve městě (1587), používán byl střídavě pravoslavnou a řeckokatolickou církví, ta jej má od roku 2018 v užívání
- Novogotická budova radnice s věží z roku 1877, centrum s historickými domy a administrativními budovami, například:
- bývalý klášter se školou sester voršilek, čtyřtraktová cihlová budova z 19. století
- Střední škola Kazimíra Jagellonského
- Muzeum huculského lidového umění (Musej narodnoho mystectva Huculščyny ta Pokutya imeni J. Kobrynskoho)
- Muzeum malby kraslic (Muzej pysanskoho rospysu) - proslulá sbírka, bývá počítána k tzv. sedmi divům Ukrajiny, prospekt V. Čornovola 43b.
- Vlastivědné muzeum "Prosvita", soukromá sbírka regionálních uměleckých a historických předmětů, včetně mincí, 3 přeplněné sály v domě učitele Romana Javorského